# Koigi (Pöide)
Koigi – wieś w Estonii, w prowincji Sarema, w gminie Pöide.